# Хамад ибн Тувайни
Сеи́д сэр Хама́д ибн Тувайни́ аль-Бусаи́д (1857 — 25 августа 1896) — султан Занзибара в 1893-1896 годах.

## Биография
Хамад ибн Тувайни был сыном султана Омана в 1856-1866 годах, Тувайни ибн Саида, и внуком султана Саида ибн Султана. Он стал султаном Занзибара в 1893 году, после смерти его дяди Али ибн Саида, по инициативе британских властей.
Во внешней политике, несмотря на то, что Занзибарский султанат был протекторатом Британской империи, Хамад ибн Тувайни придерживался нейтралитета, лавируя между Великобританией и Германией. Так, он был награждён британским Орденом Звезды Индии (1894) и прусским Орденом Красного орла (1895).
Хамад ибн Тувайни умер в возрасте 39 лет. Существует версия, что он был отравлен своим преемником, Халидом ибн Баргашем, что в конечном итоге привело к началу Англо-занзибарской войны.